# Yuxi
Yuxi (cinese: 玉溪; pinyin: Yùxī) è una città-prefettura della Cina nella provincia dello Yunnan.

## Suddivisioni amministrative
- Distretto di Hongta
- Distretto di Jiangchuan
- Contea di Chengjiang
- Contea di Tonghai
- Contea di Huaning
- Contea di Yimen
- Contea autonoma yi di Eshan
- Contea autonoma yi e dai di Xinping
- Contea autonoma hani, yi e dai di Yuanjiang